# 茲維尼亞奇卡
48°34′53″N 26°15′0″E / 48.58139°N 26.25000°E
茲維尼亞奇卡（烏克蘭語：Дзвинячка）是位於烏克蘭西部特諾皮爾州裏喬爾特基夫區的村莊，處於茲維納河右岸，距離烏羅扎伊涅1公里，面積3.48平方公里，人口998。